# Gawri’el Holtzberg
Gawri’el No’ach Holtzberg, hebr. גבריאל נח הולצברג (ur. 1979 w Izraelu, zm. 26 listopada 2008 w Mumbaju) – izraelski rabin z ruchu Chabad-Lubawicz, emisariusz Chabadu w Mumbaju, gdzie wraz z żoną Riwką prowadził miejscowe centrum żydowskie Nariman House. Wraz z żoną został zamordowany podczas serii zamachów terrorystycznych w Mumbaju w 2008.

## Życiorys
Gawri’el Holtzberg urodził się jako syn No’acha i Freidy Blumy Holtzberg. Miał dziewięcioro rodzeństwa. W wieku 9 lat wraz z rodziną przeprowadził się do Nowego Jorku i zamieszkał w dzielnicy Crown Heights na Brooklynie. Studiował w jesziwach w Nowym Jorku i Argentynie. Jako student rabinacki pomagał gminom żydowskim w Bangkoku, stolicy Tajlandii i Chinach, gdzie przyjechał w ramach programu Summer Rabbinical Visitation Program, zapoczątkowanego przez Merkos L'Inyonei Chinuch, edukacyjnego ramienia Chabad-Lubawicz. Podczas studiów, był znany jako niezwykły znawca Talmudu. Brał dwa razy udział w międzynarodowych konkursach wiedzy o Talmudzie w Jerozolimie. Był dwukrotnym zwycięzcą międzynarodowych konkursów o Misznie.
W 2003 roku wraz z żoną przyjechał jako emisariusz do Mumbaju w Indiach, by zorganizować tam wspólnotę religijną dla kilkuset zamieszkujących w tym mieście Żydów. Zakupił kilkupiętrowy budynek, który stał się centrum kultury żydowskiej o nazwie Nariman House. Zorganizował w nim m.in. synagogę, szkołę religijną, mykwę, kuchnię i stołówkę koszerną. Stał się przez to religijnym liderem lokalnej społeczności żydowskiej.

### Atak terrorystyczny
26 listopada 2008 roku Nariman House został zaatakowany przez grupę terrorystów. Za zakładników wzięto kilkanaście osób, w tym rodzinę Holtzbergów. Po pewnym czasie wypuszczono dwuletniego Moshe wraz z Sandrą Samuel, nianię dziecka oraz pracownicę kuchni koszernej. Po dwóch dniach budynek Chabadu został odbity przez antyterrorystów. W jego wnętrzu odnaleziono ciała Gavriela i Riwki Holtzbergów oraz sześciu innych osób.

### Pogrzeb
Uroczystości pogrzebowe odbyły się 2 grudnia w Kefar Chabad i następnie na cmentarzu na Górze Oliwnej w Jerozolimie. W uroczystościach uczestniczył m.in. prezydent Izraela Szimon Peres, dwaj byli premierzy: Ehud Barak i Binjamin Netanjahu, naczelni rabini Izraela, deputowani do Knesetu, amerykański i indyjski ambasador w Izraelu oraz tysiące innych ludzi. We wszystkich ośrodkach Chabad-Lubawicz na świecie odbywały się modły w intencji zmarłych.

## Rodzina
W 2002 roku Gawri’el Holtzberg poślubił Riwkę Rosenberg z Afuli w Izraelu. Mieli trójkę dzieci. Dwaj synowie, Menachem Mendel (2003-2006) i Dow Ber (2004-2008) zmarli w wyniku choroby Taya-Sachsa. Trzeci syn, Mosze Cewi mieszkał razem z rodzicami w Mumbaju, a po zamachu zamieszkał z dziadkami w Izraelu. W czasie zabójstwa Riwka Holzberg była w piątym miesiącu ciąży.